# サラーラ

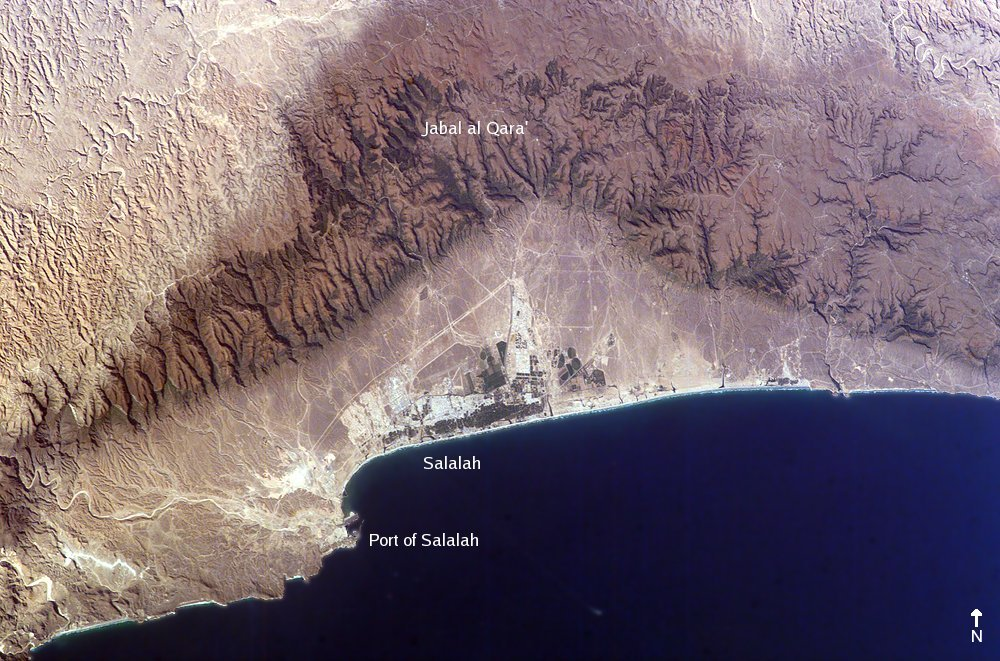
サラーラの衛星写真

サラーラ（صلالة, Salalah）はアラビア半島南部の港町で、オマーン南部のドファール特別行政区（Dhofar）の行政中心都市。人口は178,469人（2005年現在）、都市圏人口は190,348人で、オマーン第二の都市。
オマーンの国王（スルタン）、カーブース・ビン・サイードの出生地であり、その権力基盤でもある。歴代のスルタンは首都かつ最大都市のマスカットよりもサラーラに拠点を構えることが多かったが、カーブースはこの伝統を破り戴冠以来マスカットに住んでいる。しかしたびたびサラーラを訪れ、影響力の強い部族長たちや政治家たちと面会している。
インド洋に面した港町で、中東、インド、アフリカへの入口となる戦略的重要性は古来より変わらず、古代の港町の遺跡スムハラムがあるほか、街の15km南西にあるサラーラ港はインド洋でも有数のコンテナ港として繁栄している。

## 地理

### 気候
ケッペンの気候区分では乾燥した砂漠気候であるが、季節風の影響で乾燥した季節と多湿な季節にはっきり分かれる。6月から9月は平均湿度が80％を上回り、降水量こそ少ないものの高温多湿な気候となる。特に7・8月は極端に曇りの日が多くなり、サラ―ラの北側の山地には比較的多くの雨がもたらされ、オマーンには希少な森林が形成される。
サラーラはアラビア砂漠の近くにあるもののインド洋の影響を受けており、一年のほとんどは砂漠気候ではなく熱帯の気候である。気温は、夏は40度近い高温となるが、冬は22度にまで下がる。
6月後半から9月前半までのサラーラには南西からのモンスーンが吹く。この時期は「ハリーフ」（khareef）の季節と呼ばれ雨が多く、ペルシャ湾岸のアラブ諸国から避暑に来る観光客が多く訪れる。ハリーフの季節には避暑客で街の人口は2倍近くになり、ハリーフ・フェスティバルなどの催しも開催されている。
| サラ―ラの気候                                    | サラ―ラの気候 | サラ―ラの気候 | サラ―ラの気候 | サラ―ラの気候 | サラ―ラの気候 | サラ―ラの気候 | サラ―ラの気候 | サラ―ラの気候 | サラ―ラの気候 | サラ―ラの気候 | サラ―ラの気候 | サラ―ラの気候 | サラ―ラの気候 |
| 月                                               | 1月           | 2月           | 3月           | 4月           | 5月           | 6月           | 7月           | 8月           | 9月           | 10月          | 11月          | 12月          | 年            |
| ------------------------------------------------ | ------------- | ------------- | ------------- | ------------- | ------------- | ------------- | ------------- | ------------- | ------------- | ------------- | ------------- | ------------- | ------------- |
| 最高気温記録 °C （°F）                           | 32.3 (90.1)   | 33.8 (92.8)   | 36.7 (98.1)   | 43.6 (110.5)  | 42.3 (108.1)  | 43.0 (109.4)  | 32.7 (90.9)   | 31.3 (88.3)   | 33.0 (91.4)   | 40.1 (104.2)  | 37.4 (99.3)   | 34.2 (93.6)   | 43.6 (110.5)  |
| 平均最高気温 °C （°F）                           | 27.5 (81.5)   | 27.9 (82.2)   | 29.9 (85.8)   | 31.7 (89.1)   | 32.4 (90.3)   | 31.8 (89.2)   | 28.4 (83.1)   | 27.3 (81.1)   | 29.0 (84.2)   | 30.5 (86.9)   | 30.8 (87.4)   | 28.7 (83.7)   | 29.66 (85.38) |
| 日平均気温 °C （°F）                             | 22.9 (73.2)   | 23.7 (74.7)   | 25.5 (77.9)   | 27.6 (81.7)   | 29.0 (84.2)   | 29.0 (84.2)   | 26.4 (79.5)   | 25.2 (77.4)   | 26.3 (79.3)   | 26.3 (79.3)   | 25.9 (78.6)   | 23.9 (75)     | 25.97 (78.75) |
| 平均最低気温 °C （°F）                           | 17.9 (64.2)   | 19.2 (66.6)   | 21.0 (69.8)   | 23.4 (74.1)   | 25.6 (78.1)   | 26.5 (79.7)   | 24.2 (75.6)   | 23.1 (73.6)   | 23.4 (74.1)   | 21.6 (70.9)   | 20.4 (68.7)   | 18.8 (65.8)   | 22.09 (71.77) |
| 最低気温記録 °C （°F）                           | 12.6 (54.7)   | 10.8 (51.4)   | 14.5 (58.1)   | 18.0 (64.4)   | 20.6 (69.1)   | 23.5 (74.3)   | 21.9 (71.4)   | 20.5 (68.9)   | 19.1 (66.4)   | 16.5 (61.7)   | 15.0 (59)     | 14.1 (57.4)   | 10.8 (51.4)   |
| 降水量 mm （inch）                               | 2.2 (0.087)   | 7.0 (0.276)   | 6.3 (0.248)   | 19.8 (0.78)   | 17.1 (0.673)  | 10.6 (0.417)  | 24.6 (0.969)  | 24.5 (0.965)  | 4.1 (0.161)   | 4.1 (0.161)   | 9.6 (0.378)   | 1.1 (0.043)   | 131 (5.158)   |
| % 湿度                                           | 50            | 58            | 62            | 68            | 75            | 80            | 89            | 90            | 81            | 67            | 55            | 50            | 68.8          |
| 平均月間日照時間                                 | 289.6         | 256.8         | 297.6         | 308.3         | 335.1         | 199.5         | 43.9          | 42.4          | 188.0         | 314.7         | 304.7         | 296.8         | 2,877.4       |
| 出典：NOAA (period of record varies, see source) |               |               |               |               |               |               |               |               |               |               |               |               |               |

## 民族
サラーラ市民の多くはアラブ人だが、インド、パキスタン、スリランカ、バングラデシュなど南アジアから移住してきた人々の大規模なコミュニティもあり、インド人学校やパキスタン人学校も設けられている。

## 交通
サラーラ国際空港がある。マスカットなどからの国内線が中心だが、クウェート、ドバイ、ドーハなどペルシャ湾岸の大都市からの国際線も就航する。ハリーフの季節にはヨーロッパなどからの観光客のための臨時便も飛ぶ。

## 経済
サラーラの経済は港湾と観光で成り立つ。
サラーラ港のコンテナ・ターミナルは1998年に開業し、デンマークのA.P. モラー・マースクのグループ企業であるAPMターミナルが運営している。サラーラはヨーロッパと東アジアを結ぶ航路に面し、東アフリカやインドへも近い、世界のコンテナ船航路の重要なハブ港湾の一つとなりつつある。サラーラ港はドファール特別行政区でも有数の民間企業で、区内における民間の雇用者としては最大である。
サラーラ港に隣接するサラーラ・フリーゾーン（自由貿易地域）は中東における重工業や流通の中心の一つとなることを目指して作られ、サラーラに寄港する船を増やすべく、各国企業の工場や倉庫の誘致が行われている。

## 観光と歴史
サラーラは観光都市でもあり、カラ山地（ジャバル・カラ、Jabal Qara）や、乳香の原料となるボスウェリア属の樹木が多数茂るワジ（涸れ川）が多くの人々を惹きつける。ドファール州内の交易都市や港湾都市の遺跡、乳香の原料となる木々の自生地は、「乳香の土地」の名で世界遺産に登録されている。街の近郊や周囲の山地には、モンスーンの時期には緑の木々が生い茂る。こうした豊かな植生は家畜の群れを養い、ヒョウやハイエナ、フラミンゴなど東アフリカとも共通する野生生物を育んできた。砂浜や海岸地帯ではスキューバダイビングやバードウォッチングなどもできる。
サラーラ付近は古い歴史でも知られる。古代の城郭都市・スムハラム（Sumharam）は現在は廃墟となっているが、紀元前100年から400年にかけてはローマ帝国とインドを結ぶ港町として、また乳香の積み出し港として繁栄した。またコーランにも登場する旧約聖書の預言者・ヨブ（アイユーブ）の墓とされるものがジャバル・カラ山中にある。

## ギャラリー

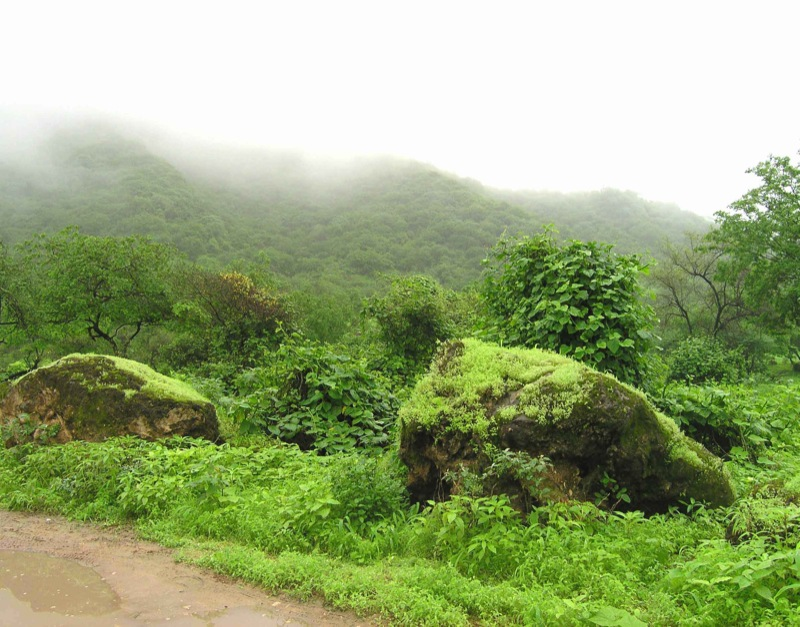
モンスーンの時期のサラーラ近郊
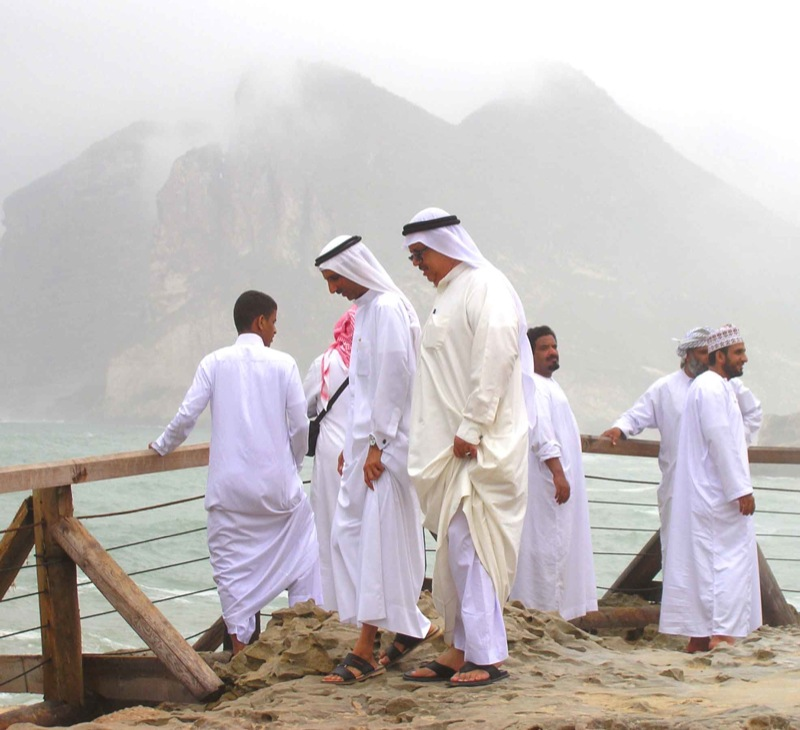
サラーラの海岸
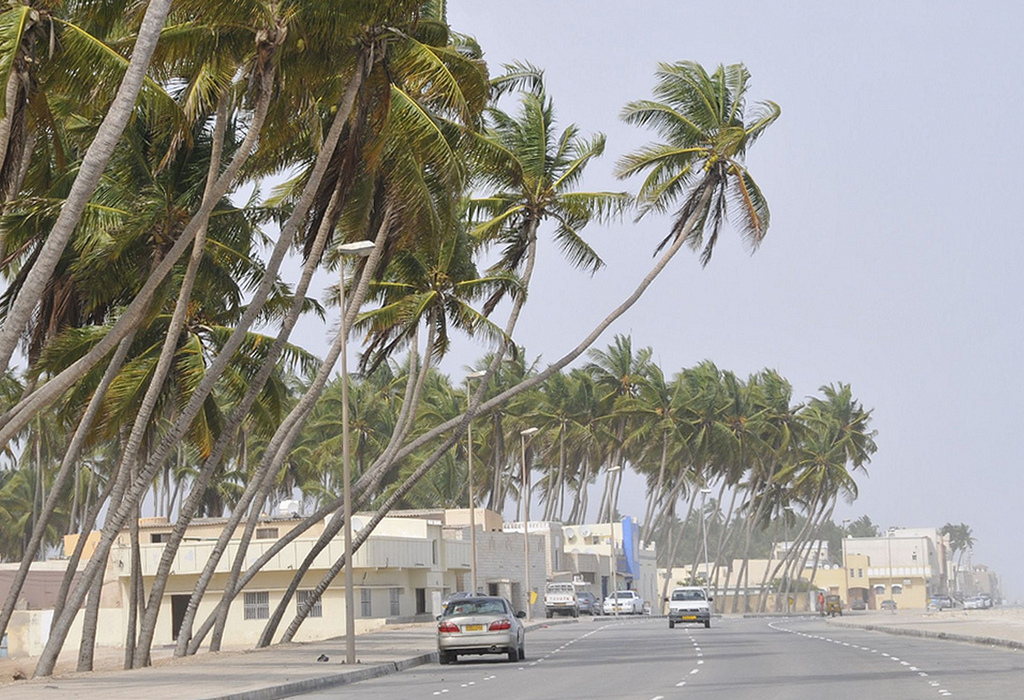
ドファール地域の道
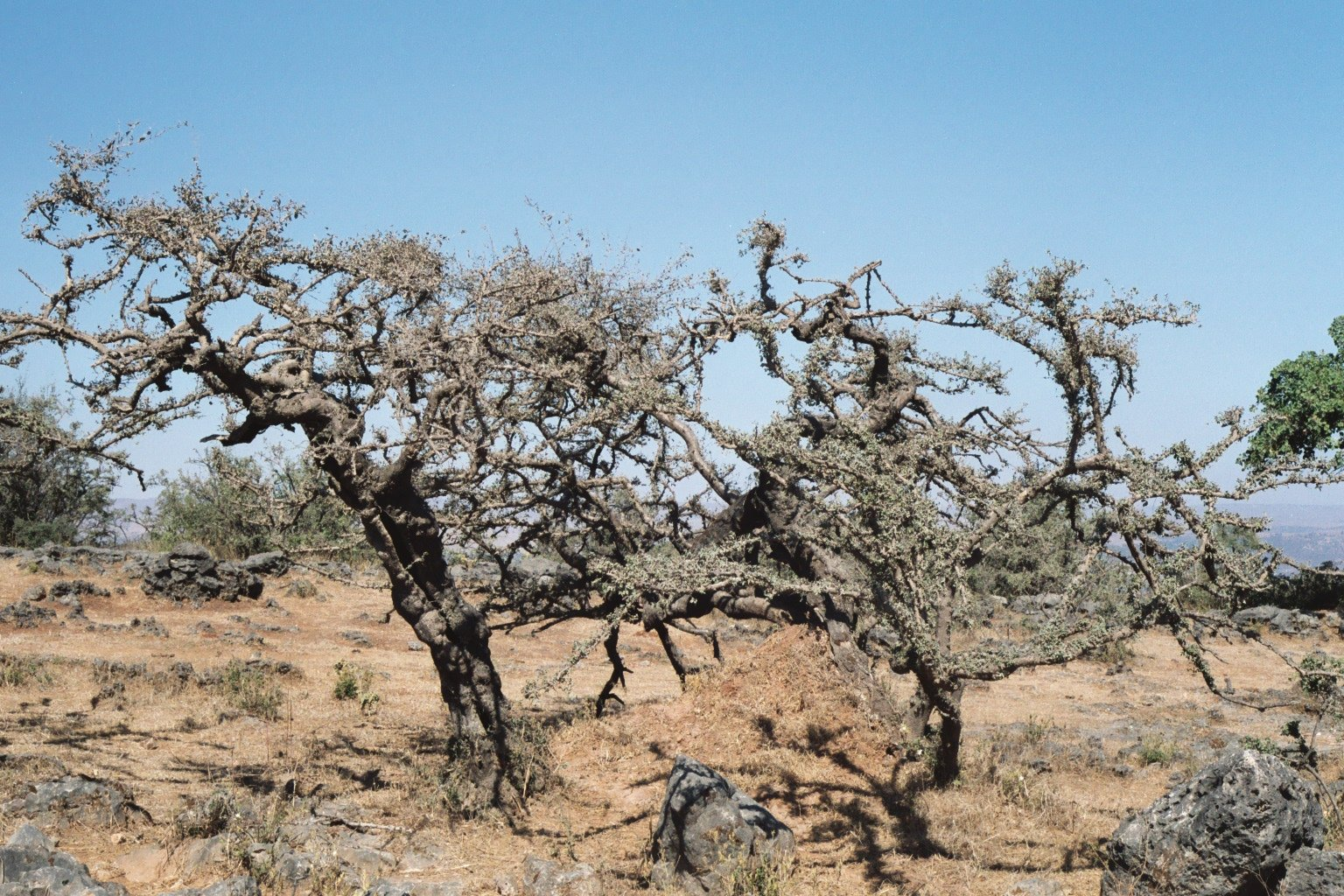
ドファールの乳香の木